# Sundance Film Festival 2024

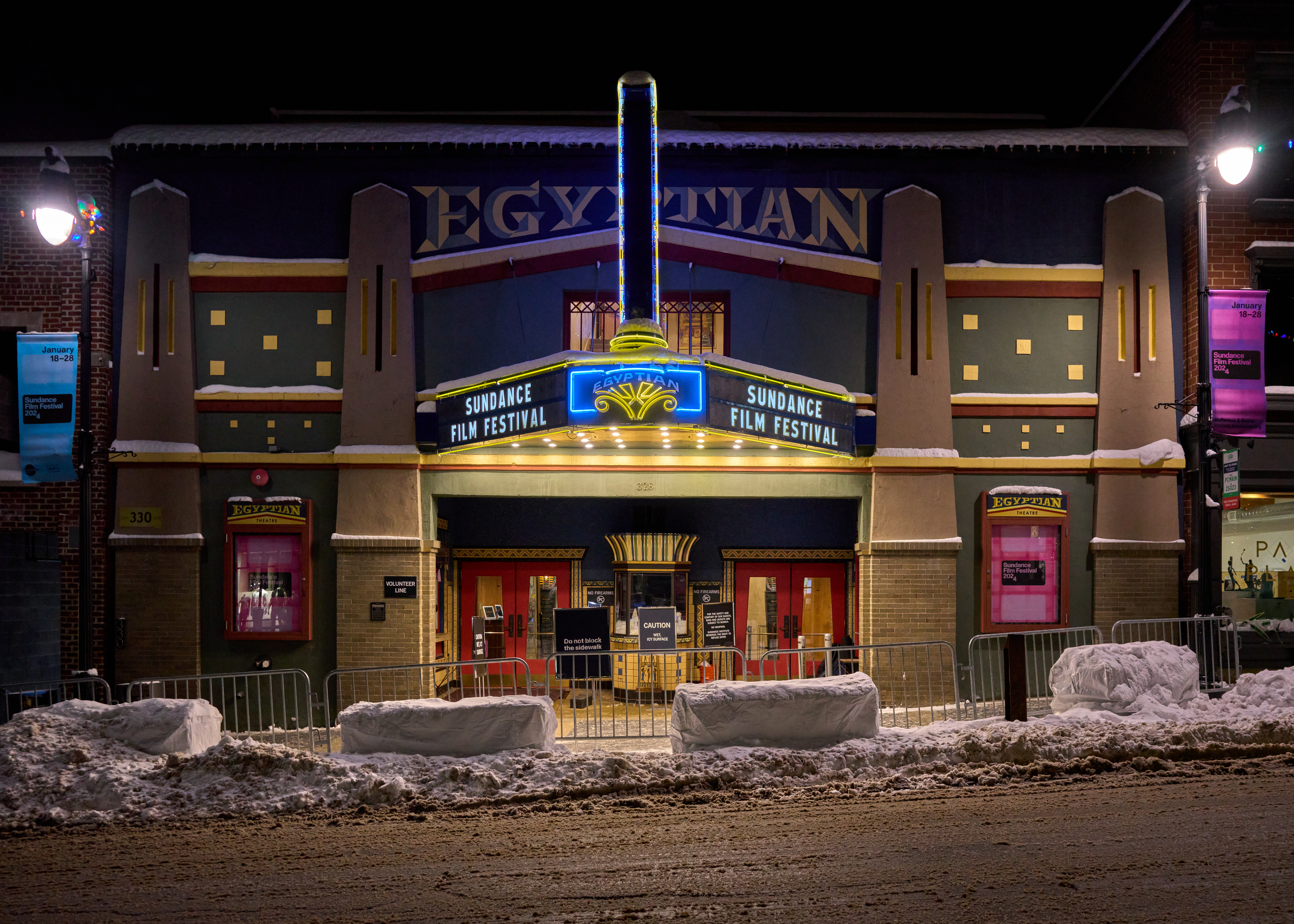
Eine der Vorführungsstätten des Festivals: das Egyptian Theatre in Park City

Das 40. Sundance Film Festival fand vom 18. bis 28. Januar 2024 statt. Bei dem elftägigen Festival waren neben Lang- und Kurzfilmen auch episodische Arbeiten zu sehen. Das 91 Langfilme oder Serienprojekte umfassende Programm wurde am 6. Dezember 2023 vorgestellt. Die Preise wurden am 26. Januar 2024 verliehen. Gewinner des U.S. Grand Jury Prize: Documentary war Porcelain War von Brendan Bellomo und Slava Leontyev, Gewinner des U.S. Grand Jury Prize: Dramatic In The Summers von Alessandra Lacorazza. Die Auszeichnungen für die Kurzfilme wurden bereits am Tag zuvor bekanntgegeben.

## Besonderheiten

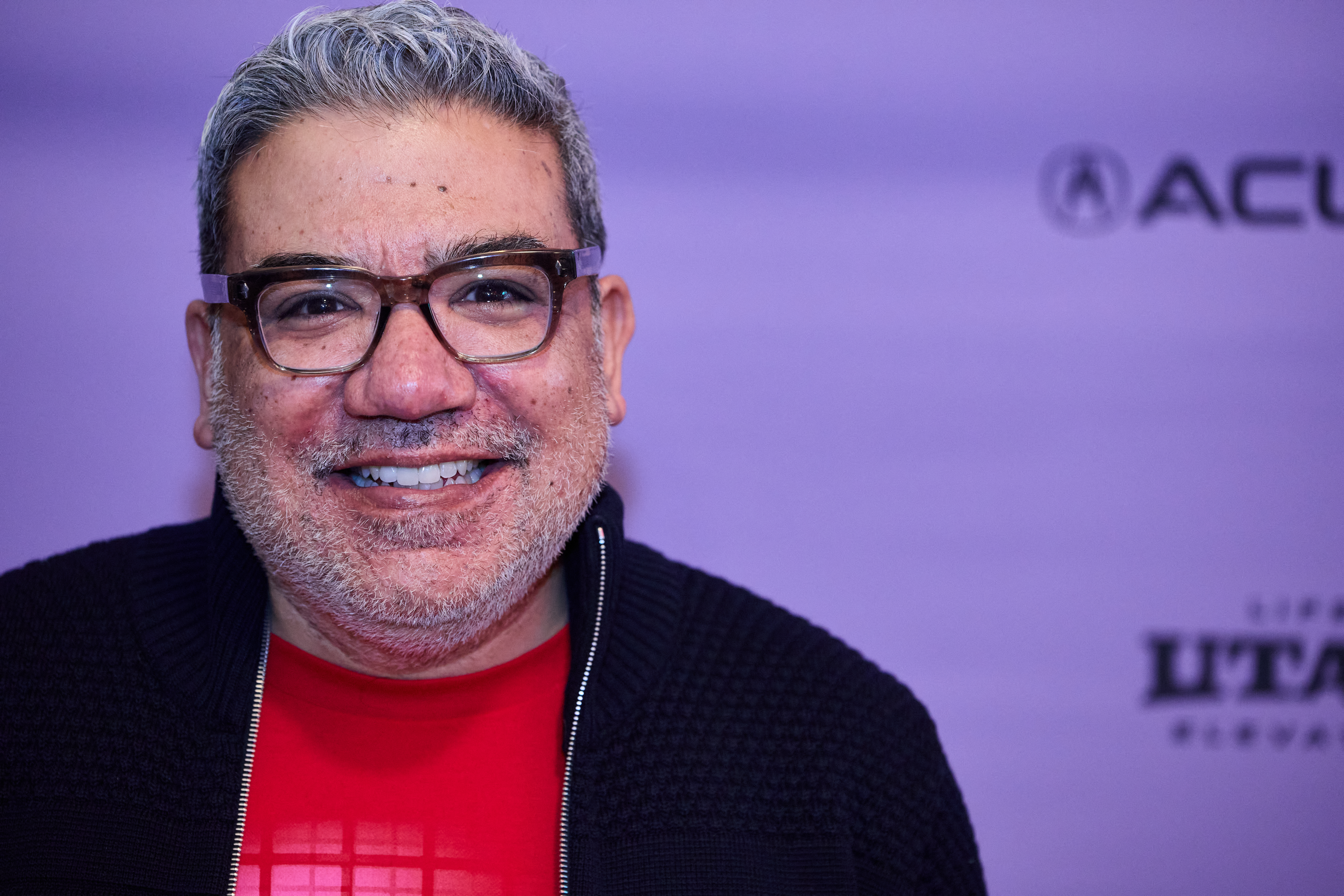
Eugene Hernandez, der 2024 erstmals die Leitung des Sundance Film Festivals übernahm

Im Mai 2023 wurde bekannt, dass die 40. Ausgabe des Sundance Film Festivals vom 18. bis 28. Januar 2024 wieder vor Ort in Park City stattfinden soll, nachdem das Festival im Vorjahr teilweise online erfolgte. Diese Vorführungen finden in Park City im Eccles Theatre, im Egyptian Theatre, in den Holiday Village Cinemas, im Library Center Theatre, im The Ray Theatre, in den Redstone Cinemas und im Prospector Square Theatre statt. In Salt Lake City werden Filme in den Megaplex-Kinos in The Gateway, in den Broadway Center Cinemas der Salt Lake Film Society und im Rose Wagner Performing Arts Center gezeigt. Ab dem 25. Januar 2024 sollen zusätzlich ausgewählte Filme, insbesondere US-Produktionen, ebenfalls wieder Online abrufbar sein.
Die Leitung des Sundance Film Festivals liegt 2024 erstmals bei Eugene Hernandez, der zuvor Leiter des New York Film Festivals war.

## Filmprogramm (Auswahl)

### U.S. Dramatic Competition
- Between the Temples von Nathan Silver
- Dìdi (弟弟) von Sean Wang
- Exhibiting Forgiveness von Titus Kaphar
- Good One von India Donaldson
- In The Summers von Alessandra Lacorazza
- Love Me von Sam Zuchero und Andy Zuchero
- Ponyboi von Esteban Arango
- A Real Pain von Jesse Eisenberg
- Stress Positions von  Theda Hammel
- Suncoast von Laura Chinn

### U.S. Documentary Competition
- As We Speak von J.M. Harper

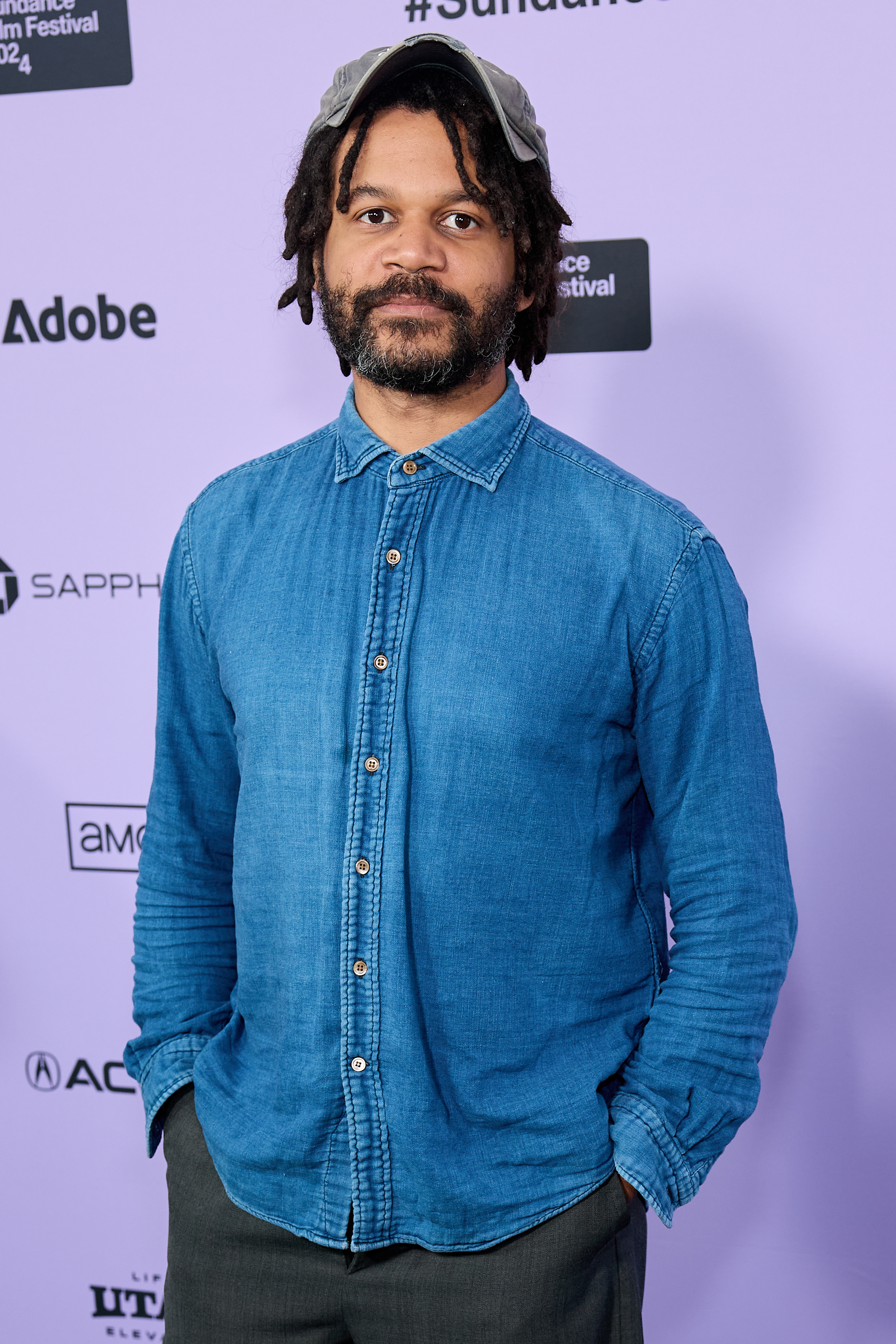
J.M. Harper, Regisseur von As We Speak

- Daughters von Angela Patton und Natalie Rae
- Every Little Thing von Sally Aitken
- Frida von Carla Gutiérrez
- Gaucho Gaucho von Michael Dweck und Gregory Kershaw
- Love Machina von Peter Sillen
- Porcelain War von Brendan Bellomo und Slava Leontyev
- Skywalkers: A Love Story von Jeff Zimbalist
- Sugarcane von Julian Brave NoiseCat und Emily Kassie
- Union von Stephen Maing und Brett Story

### World Cinema Dramatic Competition

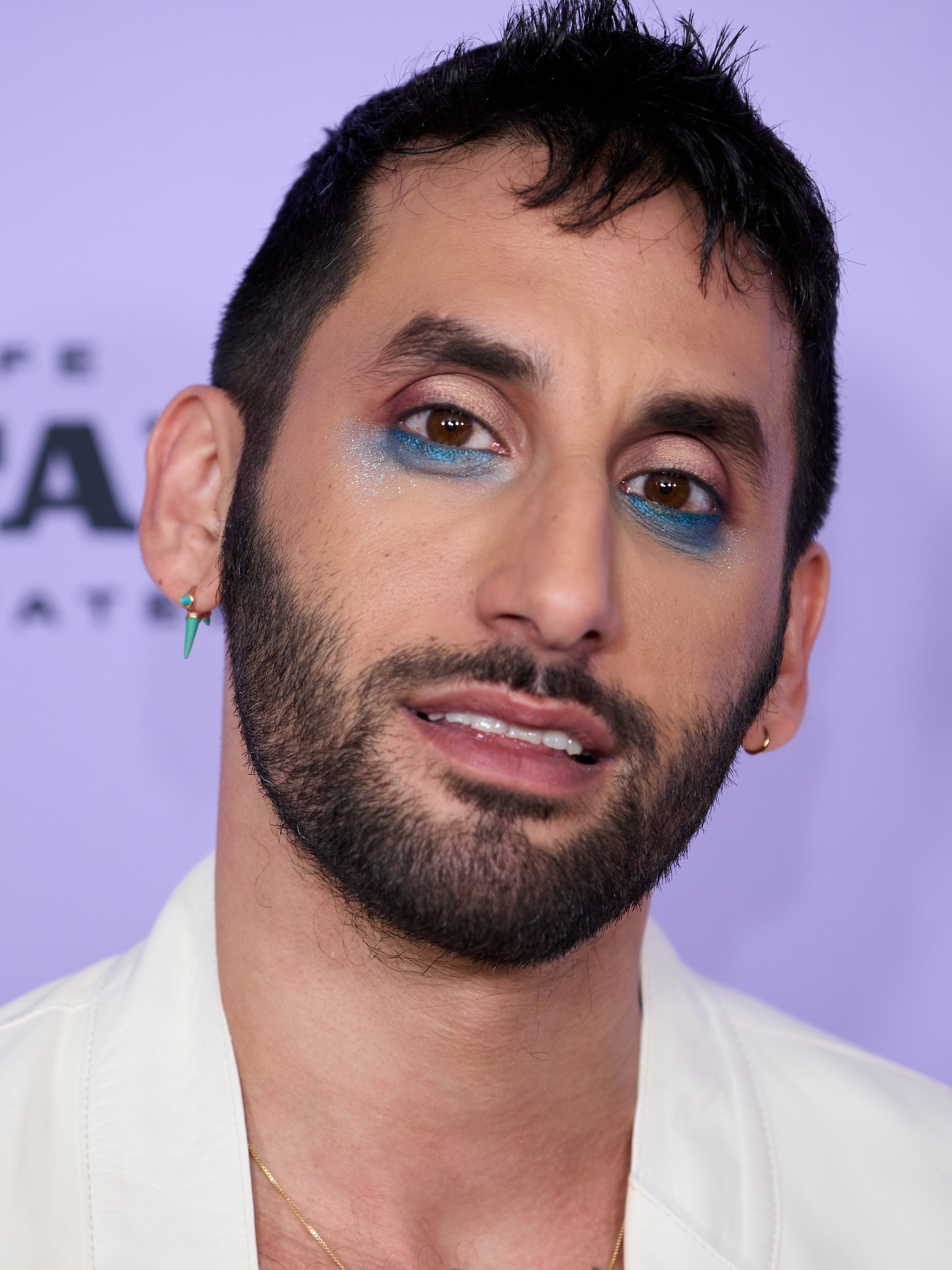
Amrou Al-Kadhi, der Regisseur von Layla

- Brief History of a Family von Jianjie Lin
- Girls Will Be Girls von Shuchi Talati
- Håndtering av udøde (Handling the Undead) von Thea Hvistendahl
- In the Land of Brothers von Alireza Ghasemi und Raha Amirfazli
- Layla von Amrou Al-Kadhi
- Malu von Pedro Freire
- Reinas von Klaudia Reynicke
- Sebastian von Mikko Mäkelä
- Sujo von Astrid Rondero und Fernanda Valadez
- Veni Vidi Vici von Daniel Hoesl

### World Cinema Documentary Competition
- Agent of Happiness von Arun Bhattarai und Dorottya Zurbó
- The Battle for Laikipia von Daphne Matziaraki und Peter Murimi
- Black Box Diaries von Shiori Itō
- Eternal You – Vom Ende der Endlichkeit (Eternal Me / Eternal You) von Hans Block und Moritz Riesewieck
- Das fantastische Leben des Ibelin (Ibelin) von Benjamin Ree
- Igualda von Juan Mejía Botero
- Never Look Away von Lucy Lawless
- Nocturnes von Anirban Dutta und Anupama Srinivasan
- Soundtrack to a Coup d’Etat von Johan Grimonprez
- Wild und Frei (A New Kind of Wilderness) von Silje Evensmo Jacobsen

### Weitere Premieren

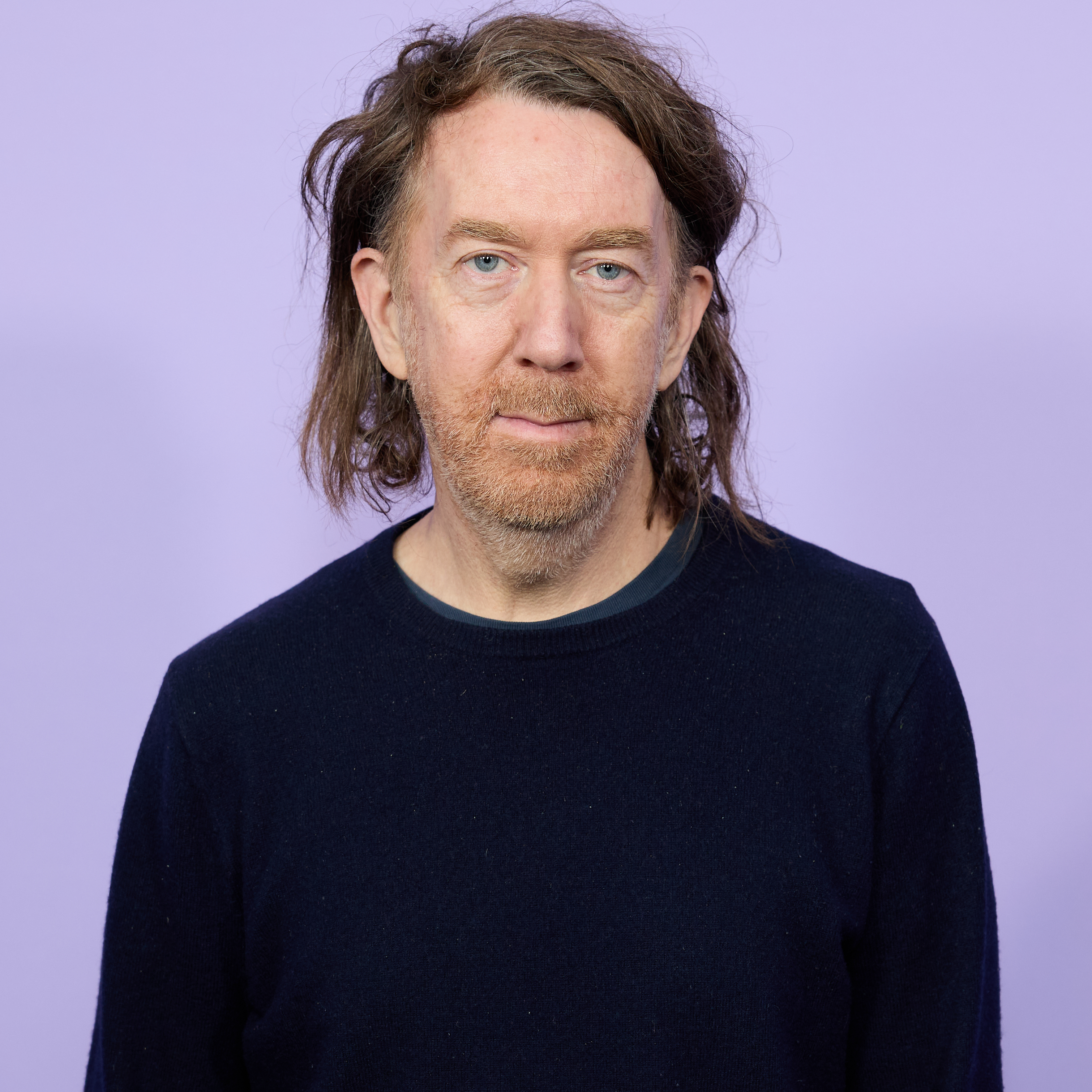
Chris Smith bei der Premiere von DEVO

- The American Society of Magical Negroes von Kobi Libii
- And So It Begins von Ramona Diaz
- DEVO von Chris Smith
- A Different Man von Aaron Schimberg
- Freaky Tales von Anna Boden und Ryan Fleck
- Ghostlight von Kelly O’Sullivan und Alex Thompson
- Girls State von Amanda McBaine und Jesse Moss
- Look Into My Eyes von Lana Wilson

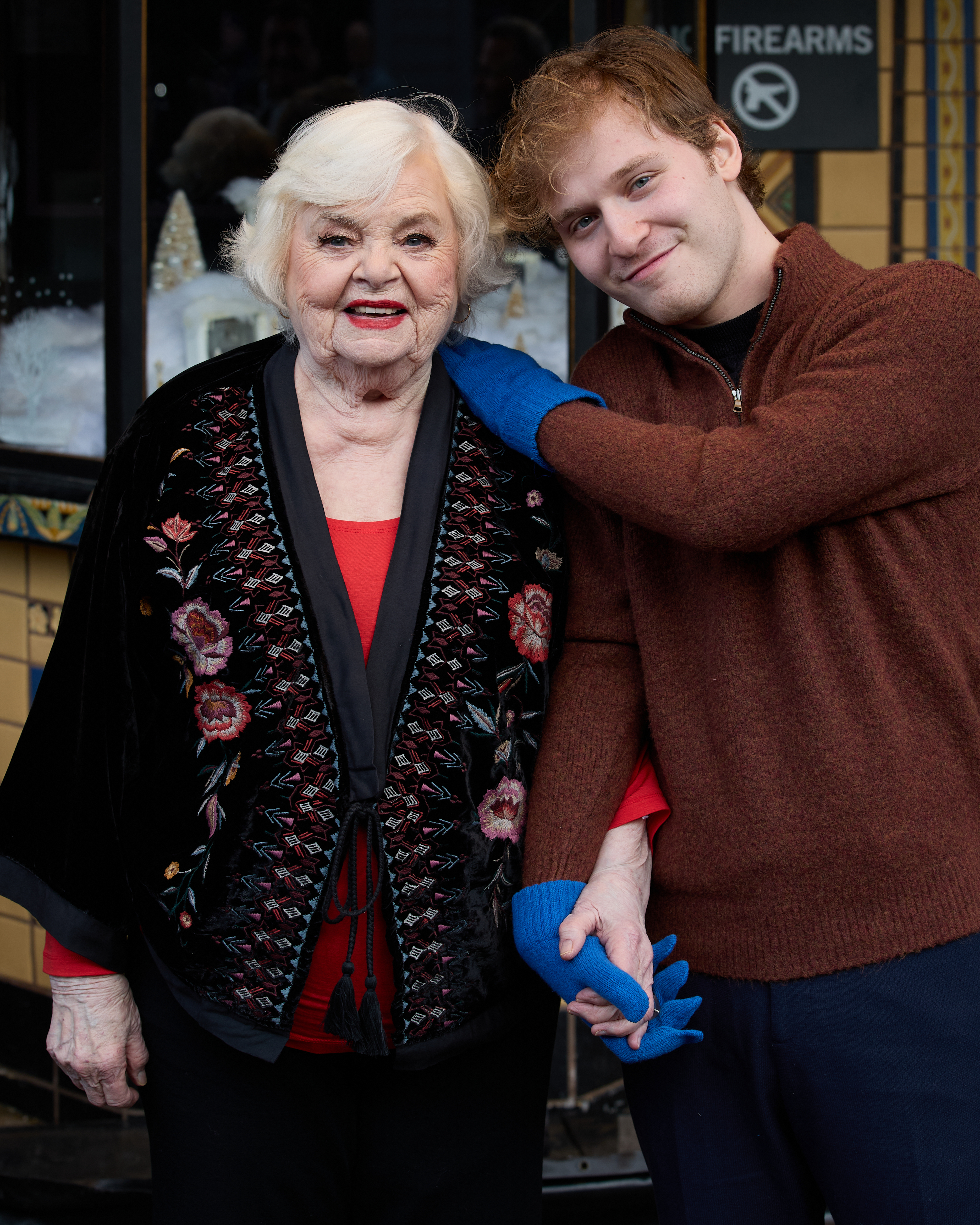
Die Schauspieler June Squibb und Fred Hechinger bei der Premiere von Thelma

- Luther: Never Too Much von Dawn Porter
- My Old Ass von Megan Park
- The Outrun von Nora Fingscheidt
- Power von Yance Ford
- Presence von Steven Soderbergh
- Rob Peace von Chiwetel Ejiofor
- Sasquatch Sunset von David Zellner und Nathan Zellner
- Sue Bird: In The Clutch von Sarah Dowland
- Super/Man: The Christopher Reeve Story von Ian Bonhôte und Peter Ettedgui
- Thelma – Rache war nie süßer (Thelma) von Josh Margolin
- Will & Harper von Josh Greenbaum
- Winner von Susanna Fogel

### New Frontier
- Being (the Digital Griot)
- Eno von Gary Hustwit

### NEXT
- Desire Lines von Jules Rosskam
- Kneecap von Rich Peppiatt
- Little Death von Jack Begert
- Real of Satan von Scott Cummings

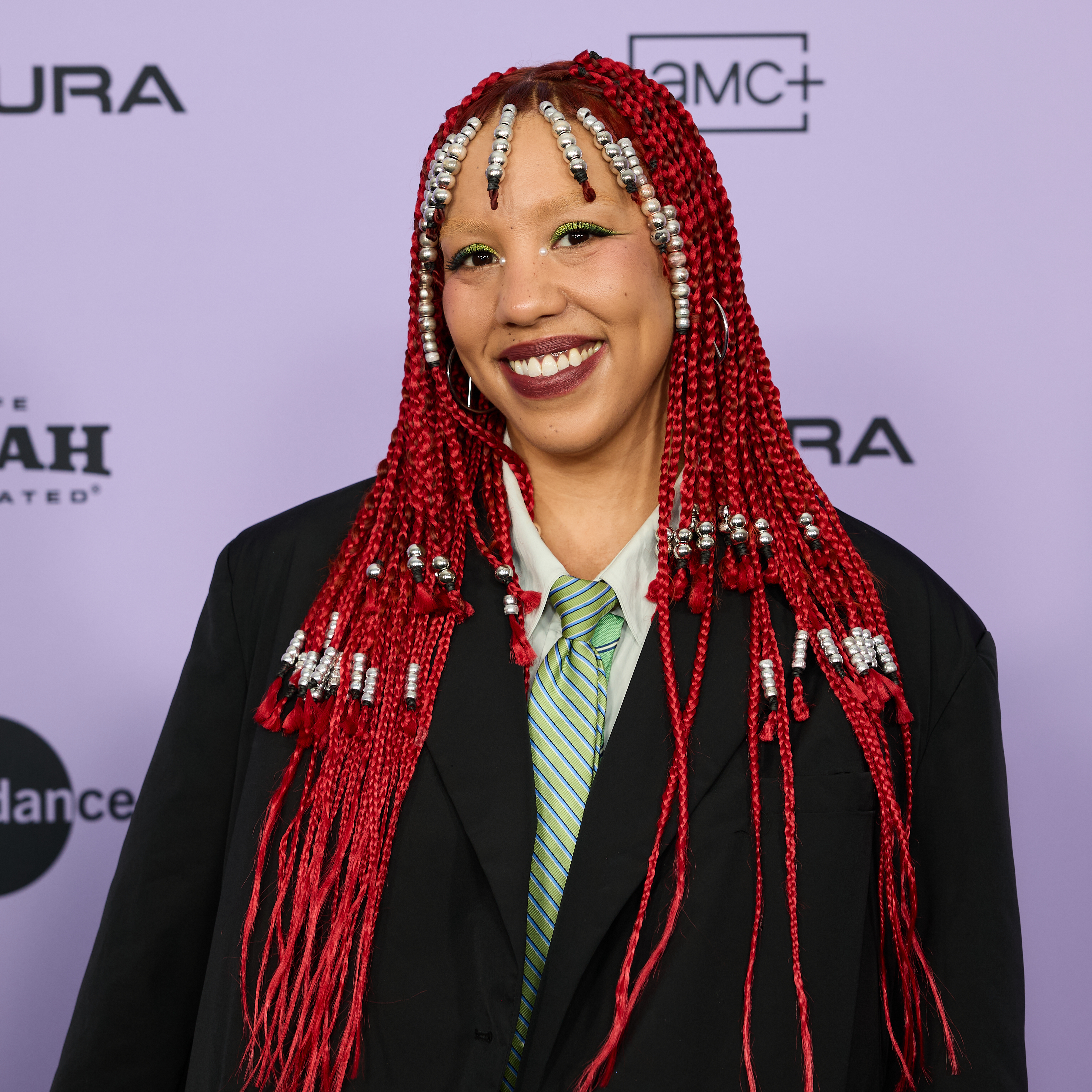
Jazmin Renée Jones, die Regisseurin von Seeking Mavis Beacon

- Seeking Mavis Beacon von Jazmin Renée Jones
- Tendaberry von Haley Elizabeth Anderson

### Midnight
- I Saw the TV Glow von Jane Schoenbrun
- In a Violent Nature von Chris Nash
- It’s What’s Inside von Greg Jardin
- Kidnapping Inc. von Bruno Mourral
- Krazy House von Steffen Haars und Flip van der Kuil
- Love Lies Bleeding von Rose Glass
- The Moogai von Jon Bell
- Your Monster von Caroline Lindy

### Special Screenings
- 10 Lives von Christopher Jenkins
- The Greatest Night in Pop
- Out of My Mind von Amber Sealey
- War Game von Jesse Moss und Tony Gerber[5][6]

## Indie Episodic Program
- Better Angels: The Gospel According To Tammy, Regie: Dana Adam Shapiro (Folgen 1 und 2)
- Conbody vs Everybody, Regie: Debra Granik (Folgen 1 und 2)
- Lolla: The Story of Lollapalooza, Regie: Michael John Warren (Folgen 1 und 2)
- God Save Texas, Regie: Richard Linklater, Iliana Sosa und Alex Stapleton (3 Folgen)
- Me/We, Regie: Nzingha Stewart (1 Folge)
- La Mesías, Regie: Javier Calvo und Javier Ambrossi (1 Folge)
- Penelope, Regie: Mel Eslyn und Mark Duplass (1 Folge)
- The Synanon Fix, Regie: Rory Kennedy (1 Folge)

## Jurymitglieder
| U.S. Documentary Jury - Shane Boris - Nicole Newnham - Rudy Valdez World Cinema Documentary Jury - Mandy Chang - Monica Hellström - Shaunak Sen | U.S. Dramatic Jury - Debra Granik - Adrian Tomine - Lena Waithe World Cinema Dramatic Jury - Jennifer Kent - Mira Nair - Rui Poças | Alfred P. Sloan Prize Jury - Mandë Holford - Nia Imara - Matt Johnson - Theresa Park - Courtney Stephens Next Juror - Zal Batmanglij |

## Auszeichnungen

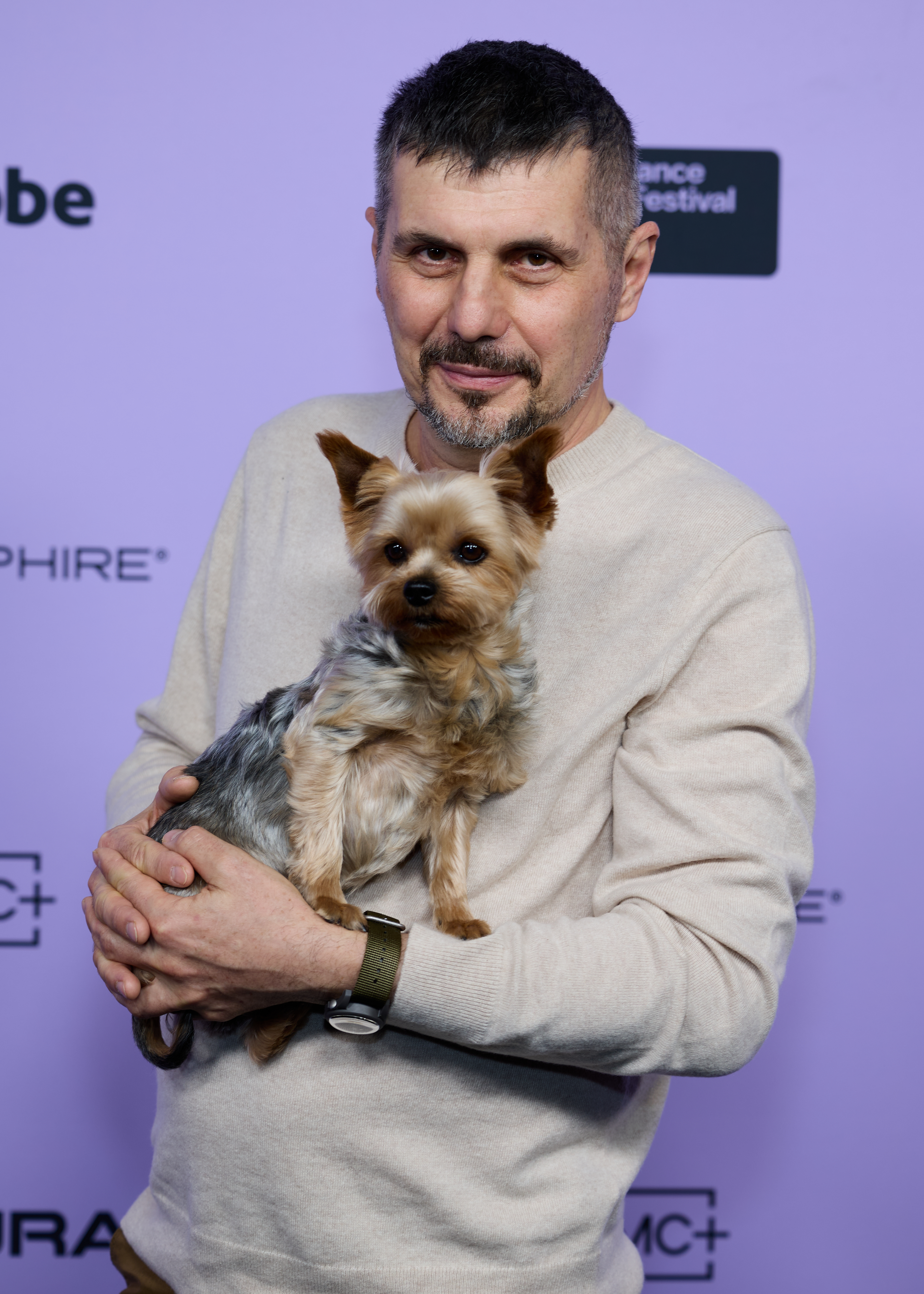
Slava Leontyev, Regisseur von Porcelain War

- U.S. Grand Jury Prize: Documentary – Porcelain War von Brendan Bellomo und Slava Leontyev
- U.S. Grand Jury Prize: Dramatic – In The Summers von Alessandra Lacorazza
- World Cinema Grand Jury Prize: Documentary – Wild und Frei von Silje Evensmo Jacobsen
- World Cinema Grand Jury Prize: Dramatic – Sujo von Astrid Rondero und Fernanda Valadez
- NEXT Innovator – Little Death von Jack Begert
- Audience Award: U.S. Documentary – Daughters von Angela Patton und Natalie Rae
- Audience Award: U.S. Dramatic – Dìdi von Sean Wang
- Audience Award: World Cinema Documentary – Das fantastische Leben des Ibelin von Benjamin Ree
- Audience Award: World Cinema Dramatic – Girls Will Be Girls von Shuchi Talati
- Festival Favorite Award – Daughters von Angela Patton und Natalie Rae
- Audience Award in der Sektion NEXT – Kneecap von Rich Peppiatt
- Directing Award: U.S. Documentary – Julian Brave NoiseCat and Emily Kassie für Sugarcane
- Directing Award: U.S. Dramatic – Alessandra Lacorazza für In The Summers
- Directing Award: World Cinema Documentary – Benjamin Ree für Das fantastische Leben des Ibelin
- Directing Award: World Cinema Dramatic – Raha Amirfazli und Alireza Ghasemi für In the Land of Brothers
- Special Jury Award: U.S. Documentary, Sound – Gaucho Gaucho
- Special Jury Award: U.S. Documentary, the Art of Change – Union
- Special Jury Award: U.S. Dramatic, Ensemble – Dìdi
- Special Jury Award: U.S. Dramatic, Breakthrough Performance – Nico Parker in Suncoast
- Special Jury Award: World Cinema Documentary, Craft – Nocturnes
- Special Jury Award: World Cinema Documentary, Cinematic Innovation – Johan Grimonprez für Soundtrack to a Coup d’Etat
- Special Jury Award: World Cinema Dramatic, Original Music – Peter Raeburn für Håndtering av udøde
- Special Jury Award: World Cinema Dramatic, Acting – Preeti Panigrahi in Girls Will Be Girls
- Special Jury Award: NEXT – Desire Lines
- Waldo Salt Screenwriting Award: U.S. Dramatic – Jesse Eisenberg für A Real Pain
- Jonathan Oppenheim Editing Award: U.S. Documentary – Carla Gutiérrez für Frida
- Sundance Institute / Amazon MGM Studios Producers Award for Nonfiction – Toni Kamau für The Battle for Laikipia
- Sundance Institute / Amazon MGM Studios Producers Award for Fiction – Brad Becker-Parton für Stress Positions[7]

- Sonder- und Ehrenpreise:
  - Trailblazer Award: Christopher Nolan
  - Vanguard Award: Maite Alberdi (Dokumentarfilm) und Celine Song (Spielfilm)[8]

- Kurzfilme

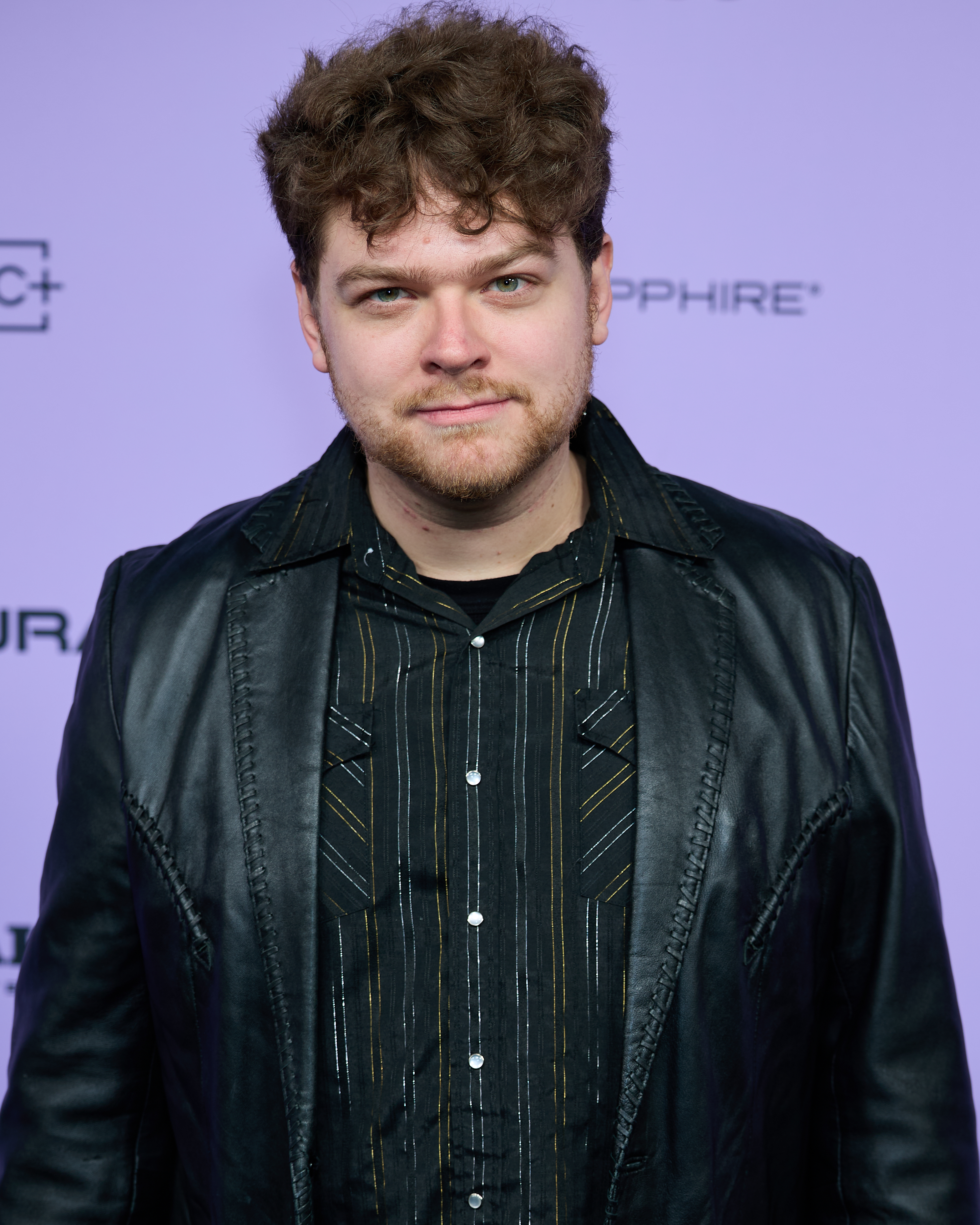
Jack Dunphy, Regisseur von Bob’s Funeral

  - Short Film Grand Jury Prize: The Masterpiece von Alex Lora Cercos
  - Short Film Jury Award – U.S. Fiction: Say Hi After You Die von Kate Jean Hollowell
  - Short Film Jury Award – International Fiction: The Stag von An Chu
  - Short Film Jury Award – Nonfiction: Bob’s Funeral von Jack Dunphy
  - Short Film Jury Award – Animation: Bug Diner von Phoebe Jane Hart
  - Short Film Special Jury Prize for Directing: Masha Ko für The Looming
  - Short Film Special Jury Prize for Directing: Makoto Nagahisa für Crab Child is in Love[9]